# Звезда КЕЦ
Звезда КЕЦ (рус. Звезда КЭЦ) — научно-фантастични роман совјетског писца Александра Бељајева из 1936. године у часопису Око света. Представља једно од првих дела совјетске фантастике о освајању космоса. Роман је посвећен Константину Едуардовичу Циолковском, чији су иницијали узети за назив орбиталне космичке станице.

## Назив
КЕЦ је акроним за научника Константин Едуардович Циолковски, коме је писац ову књигу посветио. Дело описује путовање у свемир. Друштво које је створило звезду КЕЦ и ракете водило је истраживање Циолковског. Роман такође садржи описе путовања на Месец, чија се друга страна руши и испарава, а испоставило се да на Месецу постоји живот у облику зелених биљака.

## Историја
Бељајев је са породицом живео у Лењинграду, на Петроградској страни, у периоду од 1935. до 1938 горине. Болест му је напредовала, дуго је био у гипсу и једва је устајао из кревета. Године 1936. отпутовао је на лечење у Јевпаторију. Док је био у овом стању, писао је о свемиру. Заједно са романом "Скок у ништа", "Звезда Кец" је постао једно од првих дела совјетске научне фантастике о истраживању свемира (оба посвећена Циолковском). Роман "Звезда Кец" популаризује идеје К. Е. Циолковског, чији је поштовалац био Бељајев. Први пут је објављен у часопису "Око света" (1936, 2-11).

## Сажетак
Млади биолог Леонид Артемјов, из којег лица се води наратив, имао је шармантну комшиницу Антонину Ивановну, коју је он од милоште звао Тоња. Тоња је такође била научник и он је био заинтересован за њу. Једног дана Леонид је нашао изговор да сврати у посету Тоњу и боље се упозна са њом — Леониду се сломио радио-пријемник. Неколико дана након што га је Антонина поправила, Леонид га је намерно упропастио и свратио други пут. Након прегледа квара, Антонина је одбила да поправи. После мало времена, Леонид јој је сам рекао да радио-пријемник ради. Од тог времена почело је њихово дружење и заједничке шетње Лењинградом. Једном када је Леонид шетао сам, срео га је један црнобради човек. Упитао је Леонида да ли познаје Тоњу и затражио да јој се пренесе поруку од Палеја, као и речи Памир и Кец. Чувши ово, Тоња одмах одлучује да оде негде и предлаже Леониду да иде с њом. Након кратког размишљања, Леонид прихвата понуду и они путују ракетом до Памира. Тамо ће Леонид и Антонина сазнају презиме црнобрадог човека — Јевгењев — као и то да је отишао на звезду Кец. Антонина објашњава Леониду да су она и Палеј радили научни рад на пољу електротехнике, Палеј је водио све записе и неочекивано се одвезао не остављајући јој ништа. Без ових записа она не може завршити овај посао и зато жели да пронађе Палеја.
На Памиру му се откривају нове ствари. Приповедач сазнаје да одавде ракете лете у свемир и враћају се. Убрзо хероји одлазе у свемир, на звезду Кец. То је други вештачки сателит Земље на којем људи живе и проучавају свемир. Сателити, ракете и многе друге ствари су направљене по пројектима Циолковског, и управо из тог разлога они носе ово име — иницијале научника.
Са звезде Кец, Артемјов и још неколико људи одлазе на Месец, где праве невероватна открића. Лете ракетним аутомобилом преко задње стране сателита и откривају огромну пукотину. Одавде закључују да Месец пуца и пропада, те да ће за неколико стотина година, уместо Месеца, Земља имати прстен сличан Сатурновим прстеновима. Артемјев проналази знакове живота на месечевој површини. То су зелене биљке (пузајуће маховине) које се лепе за стене и упијају њихову енергију. Такође види неко створење налик камену које је мало описано у књизи. Током свог боравка на Месецу, Леонид проналази гробље животиња и биљака непознатих науци; експедиција је такође пронашла много драгоценог камења.
По повратку, Артемјов одлази да ради у зоолабораторију, где се спријатељио са летећим псом Џипси. На другом сателиту научници су узгајали огромно воће и поврће (величине човека) користећи трансформисану соларну енергију. Овде постоје и хибридне животиње које су под дејством космичких зрака почеле да мутирају. Џипси се показао као изузетно интелигентан пас који разуме људски говор. Леонид почиње да учи Џипси да комуницира са људима, иако за сада само он разуме ове одговоре. Током рада, Леонид примећује да колега Крамеров почиње да мења нарав, нарочито, постоје екстремне промене расположења и сумња на остатак људи у нешто што је само њему познато. Током једне од посета лабораторији, Крамер је изразио жељу да се сам дружи са Зорином, а Леонид их оставља. Али поред њих остаје Џипси, која је први пут одбила да послуша Леонида и обавестила га да ће чувати Зорину. Нешто касније, из лабораторије се зачула бука и лајање Гипсија. Враћајући се тамо, Леонид је видео Крамера како гуши Зорину. Док је Леонид покушавао да спаси колегиницу, Џипси је на команду подигао узбуну притиском на дато дугме. Особље које је стигло на лице места везало је Крамера и одвело га лекару. Откривено је да се Крамер разболео због продуженог деловања космичког зрачења.
Прошло је 8 месеци након што је Леонид напустио Земљу. Звезда Кец се припремала за прославу годишњице свог настајања. На свечаном извештају директор је сумирао звездану годину, називајући истинског хероја и освајача звезданог простора Јевгенија Јевгењева. На почетку његовог извештаја, Антонина је побледела, одговарајући Леониду да је то Палеј, препознавши га по гласу. После свечаног дела одржан је разговор између Јевгењева-Палеја са Антонином и Леонидом. Објаснио им је да је приликом венчања узео презиме своје жене. Антонина је Леонида назвала својим вереником. Палеј јој је рекао да су сви њој потребни записи о истраживању остали код његове сестре, која живи поред Антонине.
Роман се завршава малим описом догађаја неколико година касније. Леонид и Антонина постали су брачни пар, имају сина-школарца. Леонид је постао професор, као и Антонина. А ова књига је дошла на свет јер је Леонид желео да поново проживи све авантуре повезане са његовим необичним венчањем.

## Личности
- Леонид Васиљевич Артемјев — биолог, из чијег лица се води наратив
- Антонина Ивановна Герасимова, Тоња — асистент на катедри за физико-технику, сусед Артемјова
- Јевгениј Палеј-Јевгењев — Тоњин колега са универзитета

на Звезди Кец и суседним станицама:
- Крамер — лабораторијски техничар-биолог
- Ана Игњатијевна Моелер — доктор на Звезди Кец
- Елса Нилсен — библиотекарка на Звезди Кец
- Андреј Павлович Шликов — биолог
- Фјодор Григориевич Турин — астроном у опсерваторији
- Борис Михајлович Соколовски — геолог
- Пархоменко — директор Звезде Кец
- Андреј Павлович Кистенко — аеролог
- Вера Зорина, Фалејев — биолог